# Blüemlisalphütte

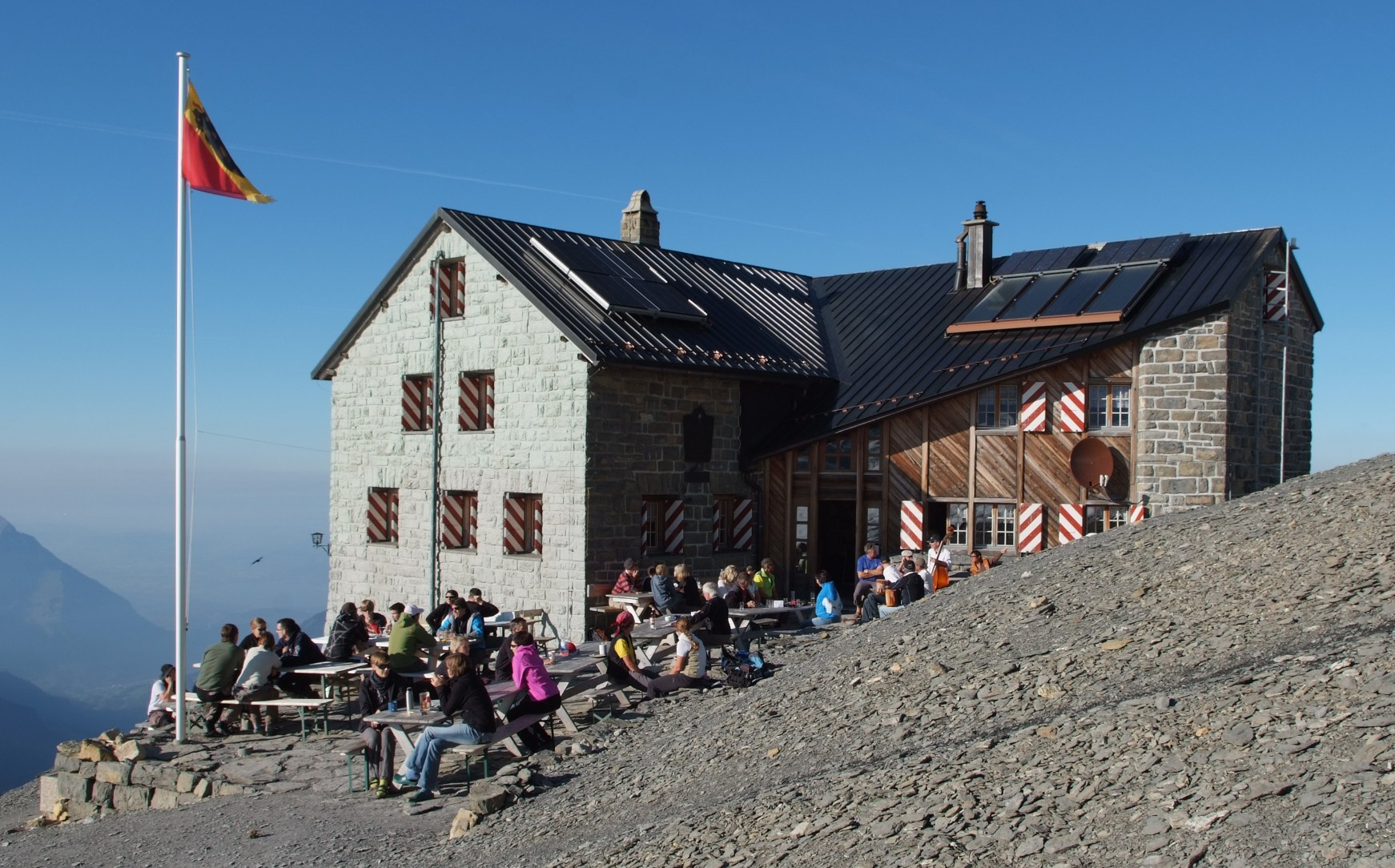
Blüemlisalphütte von Westen

Die Blüemlisalphütte ist eine Berghütte der Sektion Blüemlisalp des Schweizer Alpen-Clubs (SAC) im Kanton Bern in der Schweiz.

## Lage
Sie liegt gut 50 Meter oberhalb des Hohtürli, einem Passübergang zwischen Kandersteg und dem Kiental, nördlich des Blüemlisalpgletschers auf einer Höhe von 2834 m ü. M.

## Zugang
Der Zugang erfolgt vom Oeschinensee (4 h, 1200 Höhenmeter) oder von der Griesalp im Kiental (ca. 5,5 h, 1400 Höhenmeter).

## Touren
Die Hütte ist Ausgangspunkt für Besteigungen des Blüemlisalphorn (3664 m ü. M.), Wyssi Frau (3650 m ü. M.) und Morgenhorn (3627 m ü. M.).
Die Hütte liegt auf der Via Alpina und dem Bärentrek und ist dadurch ein beliebtes Ziel für Wanderer.

## Geschichte
Bereits im 19. Jahrhundert existierte in der Frauenbalm unter dem Hohtürli eine einfache, „Quartierloch“ genannte Übernachtungsmöglichkeit. 1875 wurde hier eine erste, sieben Bergsteigern Platz bietende Hütte erbaut. 1894 wurde auf dem Hohtürligrat auf 2781 m ü. M. eine neue Hütte errichtet und mit den Umbauten von 1905, 1915 und 1923 auf 70 Plätze ausgebaut.  Die heutige Hütte wurde noch etwas höher im Jahr 1947 errichtet.

## Karte
- Blüemlisalphütte, Kartenausschnitt von Swisstopo
- Landeskarte der Schweiz 1:25'000, Blatt 1248 Mürren